# Podlesí
Podlesí este o arie protejată (arie specială de conservare — SAC, sit de importanță comunitară — SCI) din Republica Cehă întinsă pe o suprafață de 9,36 ha, integral pe uscat.

## Localizare
Centrul sitului Podlesí este situat la coordonatele 49°37′27″N 14°51′53″E / 49.624167°N 14.864722°E.

## Înființare
Situl Podlesí a fost declarat sit de importanță comunitară în aprilie 2005 pentru a proteja 1 specie de plante și 2 specii de animale. Situl a fost protejat și ca arie specială de conservare în iulie 2012.

## Biodiversitate
Situată în ecoregiunea continentală, aria protejată conține 3 habitate naturale: Mlaștini turboase de tranziție și turbării mișcătoare, Ape stătătoare oligotrofe până la mezotrofe, cu vegetație de Littorelletea uniflorae și/sau de Isoëto-Nanojuncetea, Lacuri eutrofice naturale cu vegetație de tip Magnopotamion sau Hydrocharition.
La baza desemnării sitului se află mai multe specii protejate:
- plante (1): Coleanthus subtilis
- nevertebrate (2): libelule (Leucorrhinia pectoralis), Vertigo angustior